# Joshua Altheimer
Pour les articles homonymes, voir Altheimer.
 (mars 2024).
La mise en forme du texte ne suit pas les recommandations de Wikipédia : il faut le « wikifier ».
Les points d'amélioration suivants sont les cas les plus fréquents. Le détail des points à revoir est peut-être précisé sur la page de discussion.
- Les titres sont pré-formatés par le logiciel. Ils ne sont ni en capitales, ni en gras.
- Le texte ne doit pas être écrit en capitales (les noms de famille non plus), ni en gras, ni en italique, ni en « petit »…
- Le gras n'est utilisé que pour surligner le titre de l'article dans l'introduction, une seule fois.
- L'italique est rarement utilisé : mots en langue étrangère, titres d'œuvres, noms de bateaux, etc.
- Les citations ne sont pas en italique mais en corps de texte normal. Elles sont entourées par des guillemets français : « et ».
- Les listes à puces sont à éviter, des paragraphes rédigés étant largement préférés. Les tableaux sont à réserver à la présentation de données structurées (résultats, etc.).
- Les appels de note de bas de page (petits chiffres en exposant, introduits par l'outil «  Source ») sont à placer entre la fin de phrase et le point final[comme ça].
- Les liens internes (vers d'autres articles de Wikipédia) sont à choisir avec parcimonie. Créez des liens vers des articles approfondissant le sujet. Les termes génériques sans rapport avec le sujet sont à éviter, ainsi que les répétitions de liens vers un même terme.
- Les liens externes sont à placer uniquement dans une section « Liens externes », à la fin de l'article. Ces liens sont à choisir avec parcimonie suivant les règles définies. Si un lien sert de source à l'article, son insertion dans le texte est à faire par les notes de bas de page.
- La présentation des références doit suivre les conventions bibliographiques. Il est recommandé d'utiliser les modèles {{Ouvrage}}, {{Chapitre}}, {{Article}}, {{Lien web}} et/ou {{Bibliographie}}. Le mode d'édition visuel peut mettre en forme automatiquement les références.
- Insérer une infobox (cadre d'informations à droite) n'est pas obligatoire pour parachever la mise en page.

Pour une aide détaillée, merci de consulter Aide:Wikification.
Si vous pensez que ces points ont été résolus, vous pouvez retirer ce bandeau et améliorer la mise en forme d'un autre article.
Joshua Altheimer, né le 17 mai 1910 et mort le 18 novembre 1940,, est un pianiste américain qui est surtout connu pour avoir accompagné Big Bill Broonzy, Lonnie Johnson, Sonny Boy Williamson et d'autres lors d'enregistrements de blues influents réalisés à Chicago dans les années 1930. Il a été décrit par Broonzy comme "le meilleur joueur de piano de blues que j'ai jamais entendu", et par l'historien du blues Hugues Panassié comme "le plus grand pianiste de blues sur disques".

## Biographie
Il est né à Altheimer, Arkansas, qu'il affirmait avoir été fondé par son grand-père, et aurait donc eu des liens familiaux avec le principal cabinet d'avocats de Chicago, Altheimer & Gray. Joshua Altheimer avait une peau relativement claire ; on croit que son grand-père (Louis Altheimer) était un immigrant allemand et sa grand-mère une ex-esclave (Epsy Marks). Son père était Silas Altheimer. Il est probable qu'il ait reçu une formation musicale formelle, ce qui explique sa technique et son "tempo parfait". Il a travaillé pendant quelques années en Arkansas, où il a rencontré et probablement joué pour la première fois avec le chanteur de blues Big Bill Broonzy, qui a grandi dans la même région. Altheimer a ensuite déménagé à Chicago et, en 1937, a commencé à travailler comme accompagnateur régulier au piano de Broonzy.
Selon l'écrivain Roger House, Altheimer "a apporté un style de piano agile et boogie-woogie au trio de blues urbain". Il est devenu une partie essentielle du groupe de Broonzy lors des représentations et des enregistrements, et a été sollicité par d'autres artistes de blues de l'époque, notamment John Lee "Sonny Boy" Williamson, Washboard Sam, Jazz Gillum et Lonnie Johnson. Il a joué du piano lors de la session de 1939 où Johnson a utilisé une guitare électrique pour la première fois, et a enregistré abondamment en tant que musicien d'accompagnement en 1939 et 1940. Il est décrit par Bruce Eder sur Allmusic comme "un joueur talentueux, avec une main droite capable de faire surgir de riches et diverses figures de son instrument". Cependant, il n'a pas réalisé d'enregistrements en tant qu'artiste solo ou en vedette.Joshua Altheimer est décédé à Chicago en novembre 1940 à l'âge de 30 ans, des suites de diverses maladies, notamment une pneumonie.